# Aileen Riggin
Aileen Muriel Riggin, posteriorment coneguda pel seu nom de casada, Aileen Soule, (Newport, Rhode Island, 2 de maig de 1906 – Honolulu, Hawaii, 17 d'octubre de 2002) va ser una saltadora i nedadora estatunidenca, medallista olímpica, que va competir en els anys posteriors a la Primera Guerra Mundial.
El 1920 va prendre part en els Jocs Olímpics d'Anvers, on va disputar les dues proves femenines del programa de salts. En el salt de trampolí de 3 metres guanyà la medalla d'or en superar les seves compatriotes Helen Wainwright i Thelma Payne, mentre que en el salt de palanca de 10 metres fou cinquena. Fins a la victòria de Marjorie Gestring als Jocs de Berlín de 1936 fou l'estatunidenca més jove a guanyar un or, alhora que continua sent la més petita en alçada (1m 42 cm) i pes (29 kg) a guanyar-lo.
Quatre anys més tard, als Jocs de París, va guanyar la medalla de plata en la prova del salt de trampolí de 3 metres del programa de salts, i la de bronze en la prova dels 100 metres esquena del programa de natació.
Riggin va guanyar tres campionats de trampolí de l'Amateur Athletic Union (AAU) a l'aire lliure i un a cobert, així com dos títols de relleus de natació. El 1926, després de fer les primeres pel·lícules submarines i les primeres pel·lícules d'entrenament a velocitat lenta per a Grantland Rice, es va retirar de les competicions i va ajudar a organitzar exhibicions relacionades amb activitats aquàtiques per tot el món. Posteriorment va fer diverses pel·lícules a Hollywood, fou periodista i es va casar amb Howard Soule.
El 1957 es traslladà a Hawaii amb el seu marit i el 1967 fou inclosa a l'International Swimming Hall of Fame. Va morir a Honolulu el 2002. En aquell moment era la darrera campiona olímpica supervivent dels Jocs Olímpics de 1920.